# Alphonse Salin
Pour les articles homonymes, voir Salin.
Nicolas Alphonse Salin (Montargis, 5 juillet 1798 - Vincennes, 6 juin 1878) est un auteur dramatique et chansonnier français.

## Biographie
Fonctionnaire à la chancellerie jusqu’en 1830 puis à l'Hôtel des monnaies où il devient contrôleur en chef au monnayage (1857), ses pièces ont été représentées sur les plus grandes scènes parisiennes du XIXe siècle : Théâtre de la Porte Saint-Antoine, Théâtre de la Porte-Saint-Martin, etc.
Ses chansons ont été publiées dans Le Caveau. Il est fait chevalier de la Légion d'honneur le 13 août 1861.

## Œuvres
- L'Espagne délivrée, cantate, 1823
- L'Amour et l'Homéopathie, vaudeville en 2 actes, avec Adolphe Jadin et Henri de Tully, 1836
- Un cœur de 30 000 livres de rente, vaudeville en 1 acte, 1839
- Une matinée aux Prés Saint-Gervais, vaudeville en un acte, avec Alfred Bouet, 1839
- Une nièce d'Amérique, vaudeville en 1 acte, 1839
- Le Salon dans la mansarde, vaudeville en 1 acte, 1839
- Dodore en pénitence, soliloque-vaudeville en 1 acte, 1840
- Les Mousquetaires, drame-vaudeville en 2 actes, 1841
- La Nièce du pasteur, comédie-vaudeville en 2 actes, 1841
- L'Ange de la bienfaisance, chanson, 1849
- Santé portée à M. Richard Bérenger, commandant le 18e bataillon de la Garde nationale, chanson, 1860
- Les Reines du jour, chanson, 1860 (lire le texte sur Wikisource)
- Les Bottes neuves, chanson, 1866
- L'Épouvantail, comédie-vaudeville en un acte, avec Narcisse Fournier, non daté
- Mademoiselle !, chanson, musique de Frédéric Boissière, posth., 1889